# Municipio de Bachelor
El municipio de Bachelor (en inglés: Bachelor Township) es un municipio ubicado en el condado de Greenwood en el estado estadounidense de Kansas. En el año 2010 tenía una población de 193 habitantes y una densidad poblacional de 1,24 personas por km².

## Geografía
El municipio de Bachelor se encuentra ubicado en las coordenadas 37°50′2″N 96°12′23″O / 37.83389, -96.20639. Según la Oficina del Censo de los Estados Unidos, el municipio tiene una superficie total de 155.9 km², de la cual 155,33 km² corresponden a tierra firme y (0,37 %) 0,57 km² es agua.

## Demografía
Según el censo de 2010, había 193 personas residiendo en el municipio de Bachelor. La densidad de población era de 1,24 hab./km². De los 193 habitantes, el municipio de Bachelor estaba compuesto por el 94,3 % blancos, el 0,52 % eran asiáticos y el 5,18 % eran de una mezcla de razas. Del total de la población el 2,59 % eran hispanos o latinos de cualquier raza.